# Thione cephalotes
Thione cephalotes is een keversoort uit de familie kerkhofkevers (Monotomidae). De wetenschappelijke naam van de soort werd in 1899 gepubliceerd door David Sharp.